# 衣阿华级战列舰
愛荷華級戰艦，是美國海軍建成的排水量最大也是最新銳的一级戰艦。這一級戰艦因日本帝國投降簽字儀式在其3號艦密蘇里號上進行而名揚萬里。同時，首艦愛荷華號因美國總統富蘭克林·羅斯福的需要，成為歷史上唯一一艘有浴缸的戰艦。此外，愛荷華級戰艦也是世界上最晚退役的戰艦，4艘同型艦仍保存至今。
由於愛荷華級的繼承艦——蒙大拿級的取消建造，使得這一級戰艦成為美國海軍的最後一級戰艦。

## 設計
1938年初，美国海军确定南达科他级战列舰后续的4.5万吨级新型高速战列舰的设计方案——愛荷華級战列舰，最初的工作是在托马斯·C·哈特少將带领下进行的，最初计划装12门Mk 6 16英吋/45倍径或9门Mk 1 18英吋（457毫米）艦炮；但在1938年3月31日会谈决定了该舰还要更强的装甲和更强的主机以达到南达科他级的27节速度后，18英吋艦炮方案被废弃。该项研究最终转成了蒙大拿级。另一方案是由海軍整備局（Bureau of Construction and Repair）设计，在 A.J. Chantry上校带领下进行的，提出了装12门16英吋艦炮或20门12英吋艦炮的“巡洋舰杀手”方案，能通过巴拿马运河，达到35节航速和15节下20,000海里航程的要求，最终确定排水量为50,940长吨（51,760吨），但是Chantry发现该方案的装甲只能承受203毫米口徑的炮弹攻擊。最终提交出A、B、C三種改进方案，它们都加强了装甲并把副炮换成150毫米艦炮。"A" 方案最大，为59,060长吨（60,010 t），只有它还保留了4座炮塔装12门16英吋艦炮的特征。它的总功率达到277,000马力（shp）因而航速达到32.5节（60.2 km/h; 37.4 mph）。"B"方案为最小的52,707长吨（53,553 t）；用225,000马力就能达到32.5节，有9门16吋艦炮。 "C"方案则增大了75,000马力来达到35节的初始要求。增加主机和增长装甲带（156米，而B方案是151米），使它达到55,771长吨（56,666 t）。 1938年5月国会通过第二次文森法案，要求“将美国海军实力扩充两成”。它更新了34年的文森-特拉梅尔法案和36年的海军法案，为愛荷華級建造提供了资金。战列舰设计总委员会要求新战列舰不应用南达科他级的Mk 6型16英吋/45倍径艦炮，而应用上1920年代取消的列克星敦级战巡和南达科他级战列舰留下的Mk 2型 16英吋/50倍径艦炮这时该舰已经超过了45,000吨的限制，达到了46,551长吨（47,298 t）当设计进入6月的最后阶段时，当海軍整備局正在实现原先的炮塔座设计时，而軍械局却提出了一个更大的炮塔座方案，它实际上不可能在现有的排水量下上舰。总委员会的一名成员惊讶地问軍械局“是否还有常识”幸而軍械局完成了重量更小的Mk 7型16英寸/50倍徑艦砲设计从而使得炮塔座维持原尺寸。
及後在1980年代，為適應列根的“600艘軍艦”計劃，封存的4艘同型艦進行了現代化改造，主要加强舰对地攻击能力，增强反潜防空能力，提高通信和电子设备的现代化水平和改善舰员的生活条件。

### 動力
该级战列舰在保持南达科他级防护水平的基础上重点提高航速，搭载更大功率的动力装置。巴布柯克-威爾科斯公司的M型鍋爐可提供每平方英吋600磅的壓力（4,137 kPa; 42 kgf/cm²）、過熱器提供最高溫度華氏875度（攝氏468度），愛荷華級的高壓鍋爐輸出的動力效益與穩定度是二戰戰艦中之首，在平常狀態僅需4具鍋爐便可達到27節航速，全功率下航速高达33节，是历史上主机功率最大、航速最高的战列舰。
為了新型艦炮與雷達所需電力，愛荷華級四座蒸汽渦輪主機艙間內都裝設了2具西屋公司製造的船用渦輪發電機，船上共裝設8具機組，渦輪動力來源由鍋爐提供；每座發電機提供1.25百萬瓦特（1.25MW）電力，最大輸出電力可到10MW。

### 船體
为了能够通过當時的巴拿马运河船闸，便于大西洋和太平洋之间的快速调动，采用限制船体最大宽度，拉长舰体的措施，细长的舰艏曲线与日本海军的大和级战列舰相似。舰长达到270.4米，舰体长宽比8.18:1，水线长宽比7.96:1，而当时其它战列舰的长宽比大多不足7。但长舰体在有效提高航速时亦会影响适航性能，尤其是在主砲齊射時，船身穩定性問題尤為突出。（巴拿马运河最高只能通过33米宽，是造成愛荷華級战列舰长宽比過大的主要原因）

### 武備
武裝方面，安装3座三联装主炮塔，舰桥前呈背负式安装两座，煙囪后安装一座。采用Mk 7型16吋/50倍径艦炮，发射的穿甲弹为Mk 8型，在14.5海里的距离上可穿透570毫米的垂直装甲。该炮射速为2发/分，高于当时大多数战列舰主炮。副炮为10座雙联装高平兩用Mk 12 5英寸/38倍径艦砲，配备无线电近炸引信，对空射程6海里，由Mk.37 艦砲射控系統（Mark 37 Fire Control System）指揮射擊。此外装备大量盟军制式的博福斯40毫米高射砲和厄利孔20毫米机炮。
1980年代的改造中，4艘同型艦装备上SPG-55F型127毫米炮瞄准雷达
、8座4联裝“戰斧”巡航導彈發射器、SLQ-32型电子战系统、衛星通信系統、4座四联装“鱼叉”反舰导弹发射器、4座方陣快砲等新武器配備與飛彈射控系統裝備。至於舊有武裝，3座三联裝Mk 7型16吋/50倍径艦炮全數保留，拆除4座雙联裝Mk 12 5英吋高平兩用砲，移除全部博福斯40毫米高射砲和厄利孔20毫米机炮和移除防空射擊射控設備（Mk-37 防空射控系統4套）。
原來的水上飛機起重機及停放支架被拆除，換裝上无人驾驶飞机弹射器以装备5架以色列生产的“先锋”型无人驾驶飞机；新增直升机起降平台，可停放4架直升机。

### 電子裝備（1980年代復役時加裝）
- AN/SPS-49 2D對空搜索雷達＊1
- AN/SPS-64航海雷達＊4
- AN/SPS-67平面搜索雷達＊1
- AN/SLQ-32（V）3電子戰系統＊1
- WSC-30衛星導航系統＊2
- MK-36 干擾彈發射器＊2（SRBOC）
- AN/SLQ-25魚雷反制系統＊1
- SPQ-9平面追蹤射控雷達

### 裝甲

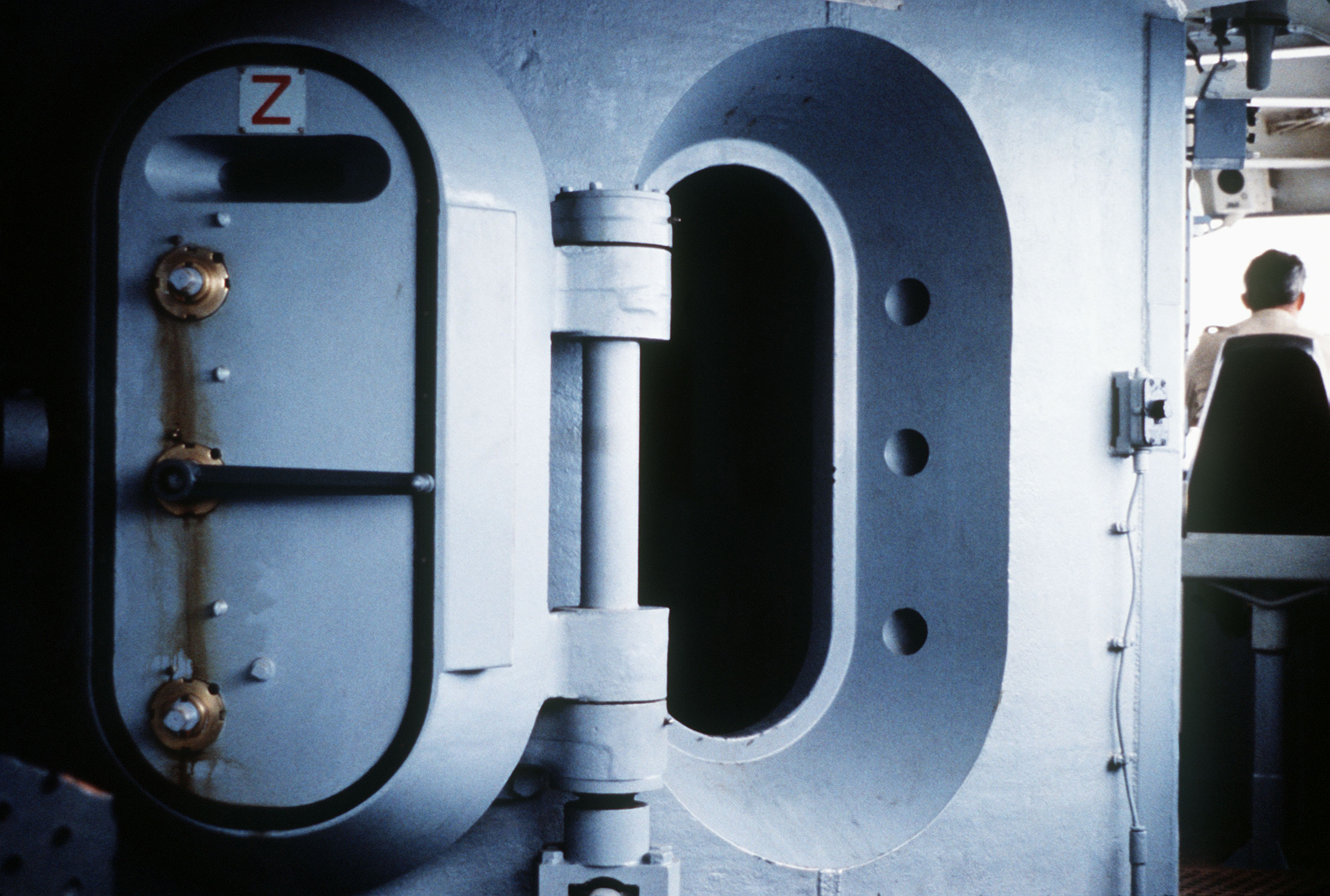
新澤西號470毫米裝甲特寫

愛荷華級整体防护水平在南达科他级的标准上有所加强，舷侧采用倾斜装甲，加强舰体水下防御能力，並进一步增强了水平装甲。

## 簡史

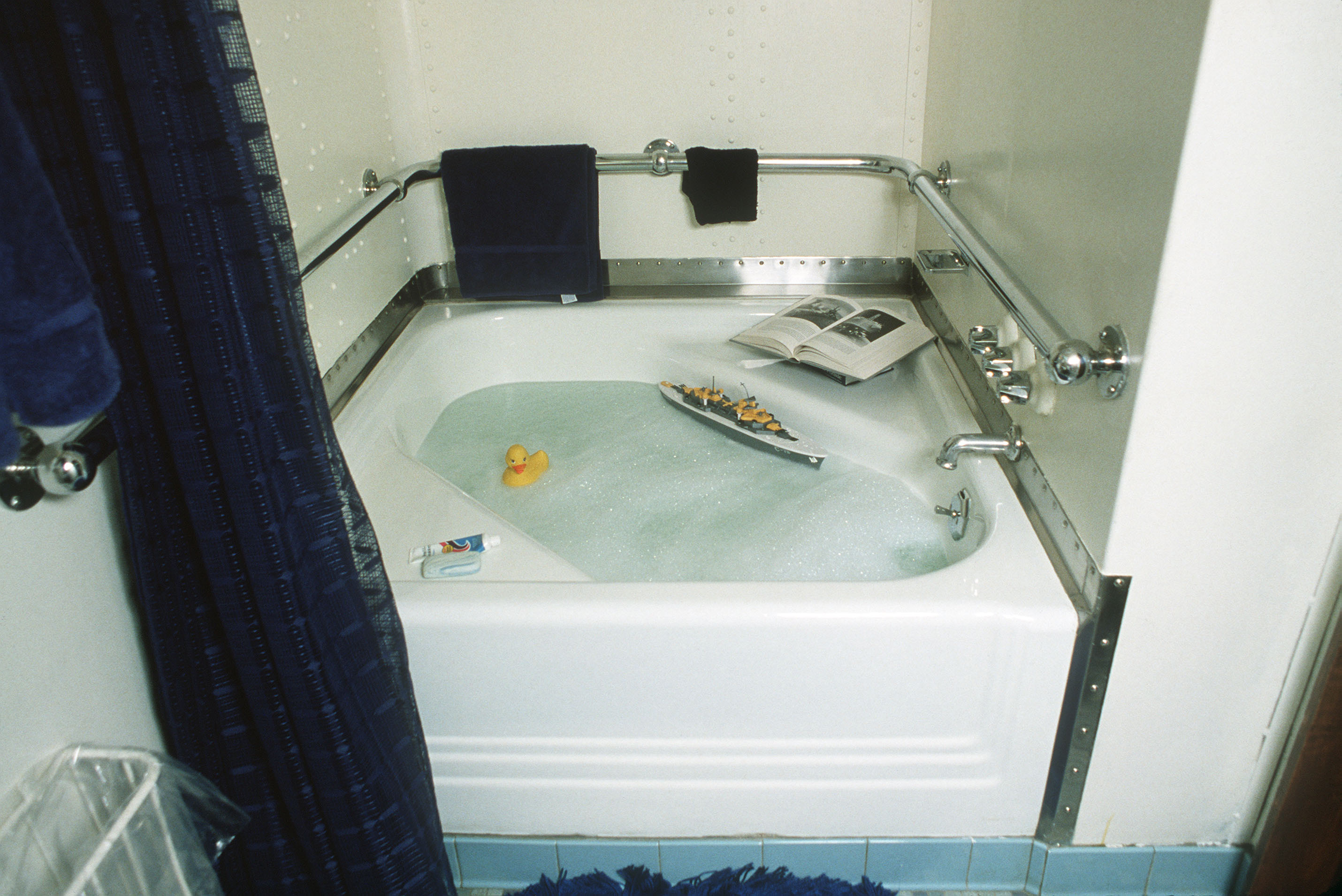
愛荷華號上的浴缸

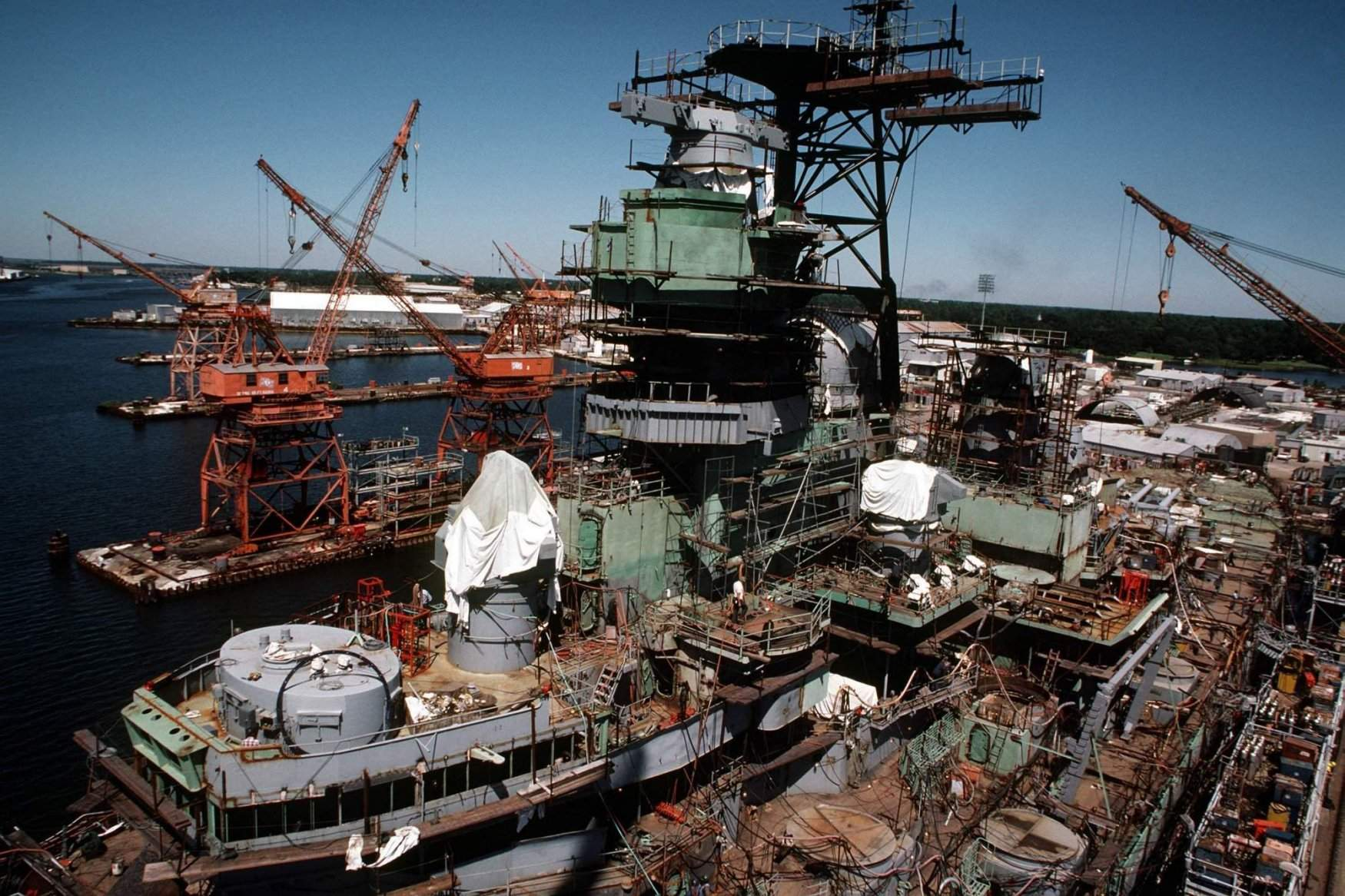
正在進行現代化改造的愛荷華號

### 建造
1938年5月17日到1940年7月19日，共有6艘愛荷華級战列舰的建造预算获得通过。1942年8月27日首舰“愛荷華”号（BB61）下水。1942年12月7日即珍珠港事件一周年时“新泽西”号（BB62）下水。1943年12月7日“威斯康星”号（BB64）下水。1944年1月29日“密苏里”号（BB63）下水。1945年8月，“伊利诺伊”号（BB65）在建造到总工程量的22％时停工，该舰没有完工下水。1950年1月“肯塔基”号（BB66）下水，但随后停建。后将舰艏拆移，更换到因与驱逐舰“艾登”号相撞而舰艏损坏的“威斯康星”号上，20世纪60年代初，“肯塔基”号的8座锅炉拆装到2艘薩克拉門托級快速戰鬥支援艦 (AOE；Auxiliary, Oiler, Explosives)后，整舰被拆解。

### 二戰時期
1943年，“愛荷華”号、“新泽西”号完工，1943年11月“愛荷華”号运载美国总统富兰克林·罗斯福参加德黑兰会议。1944年初，“愛荷華”号、“新泽西”号加入太平洋舰队，“新泽西”号相继成为美国第五舰队司令雷蒙德·斯普鲁恩斯和第三舰队司令威廉·海爾賽的旗舰。1944年，“密苏里”号、“威斯康星”号完工正式服役。第二次世界大战太平洋战争期间，愛荷華級战列舰以其高速性以及强大的高射火力伴随航空母舰特遣舰队和支援两栖登陆作战。相继参加了进攻日本的海上作战，其中包括菲律宾海海战、莱特湾海战，硫磺岛战役、冲绳战役以及炮击日本本土的战斗。1945年9月2日，时为第三舰队旗舰的“密苏里”号因成为日本无条件投降签字仪式的地点而声名远扬。

### 二戰後

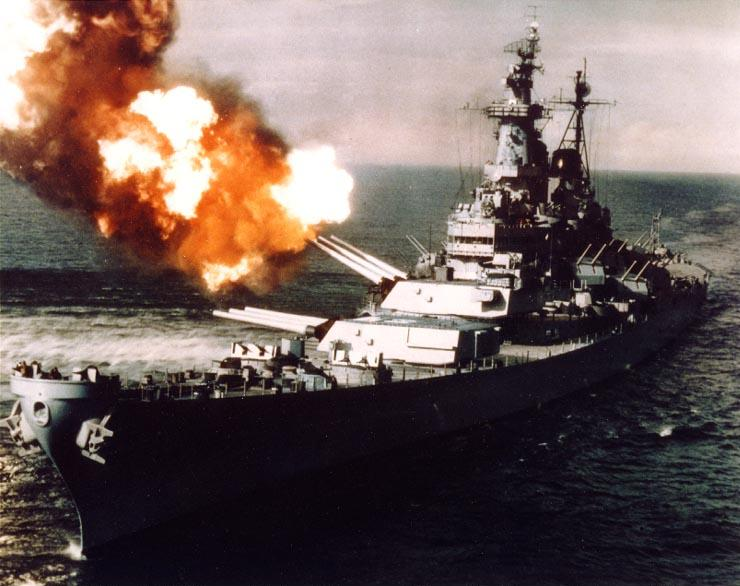
密蘇里號于朝鮮戰爭

“愛荷華”号、“新泽西”号、“威斯康星”号1949年编入预备役。1951年9月重新加入现役，参加朝鲜战争，担负炮击北朝鲜岸防目标的任务。在战争中曾出现过七架苏联米格高速飞向密苏里号但是后来转向的事。1958年3月四艘愛荷華級再次编入预备役。1968年4月，越南战争爆发后，美国海军迫切需要一种火力强大、能够摧毁敌人岸上目标的军舰。“新泽西”号进行现代化改装后重返现役，为陆军提供火力支援。1969年再次退役。

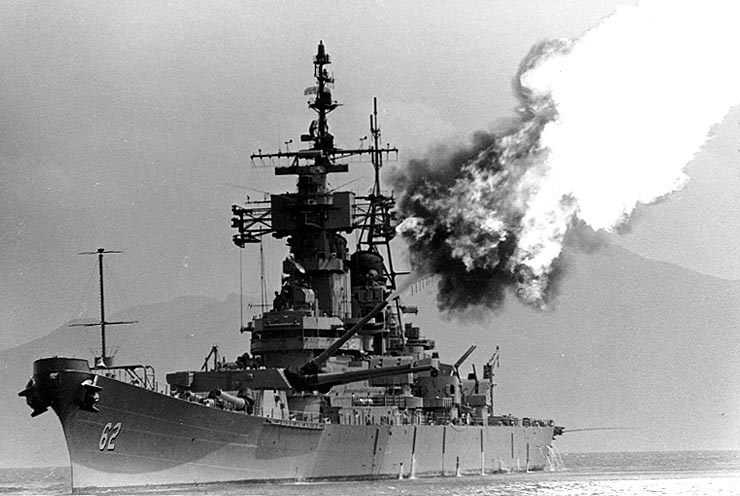
紐澤西號。此照攝於1969年

为了壓制苏联海军的挑战，1980年代，美国总统罗纳德·里根提出“600艘舰艇海军”计划，大规模扩充海军，因為當基洛夫級巡洋艦在1984年首次出現在美國海軍眼前時，對美國政府與海軍而言真的是意外的不速之客，雷根政府為了正面對抗威脅，於是就將美國海軍的金屬巨獸愛荷華級戰艦重新服役，因為這種從二戰時期留下來的裝甲重型戰艦，是唯一能抵抗反艦飛彈齊發攻擊的戰艦。在他的支持下，四艘“愛荷華”级经过大规模现代化改装后，再次重返现役。舰上安装了“戰斧”巡弋飛彈、“鱼叉”反舰导弹、“方阵”近防系统，以及直升飞机平台及无人飞机弹射器，并彻底更新电子设备，换装了新式的对空、火控雷达，加装电子对抗系统。1990年“愛荷華”号、“新泽西”号由于军费减少，再次退役封存。1990年11月“威斯康星”号、“密苏里”号开赴波斯湾参加海湾战争，并向伊拉克境内的目标发射了战争中的第一枚“战斧”导弹，随后又用16英吋艦炮轰击了在科威特的伊拉克军队。战后不久，“威斯康星”号退出现役。1992年3月31日“密苏里”号最终退役。

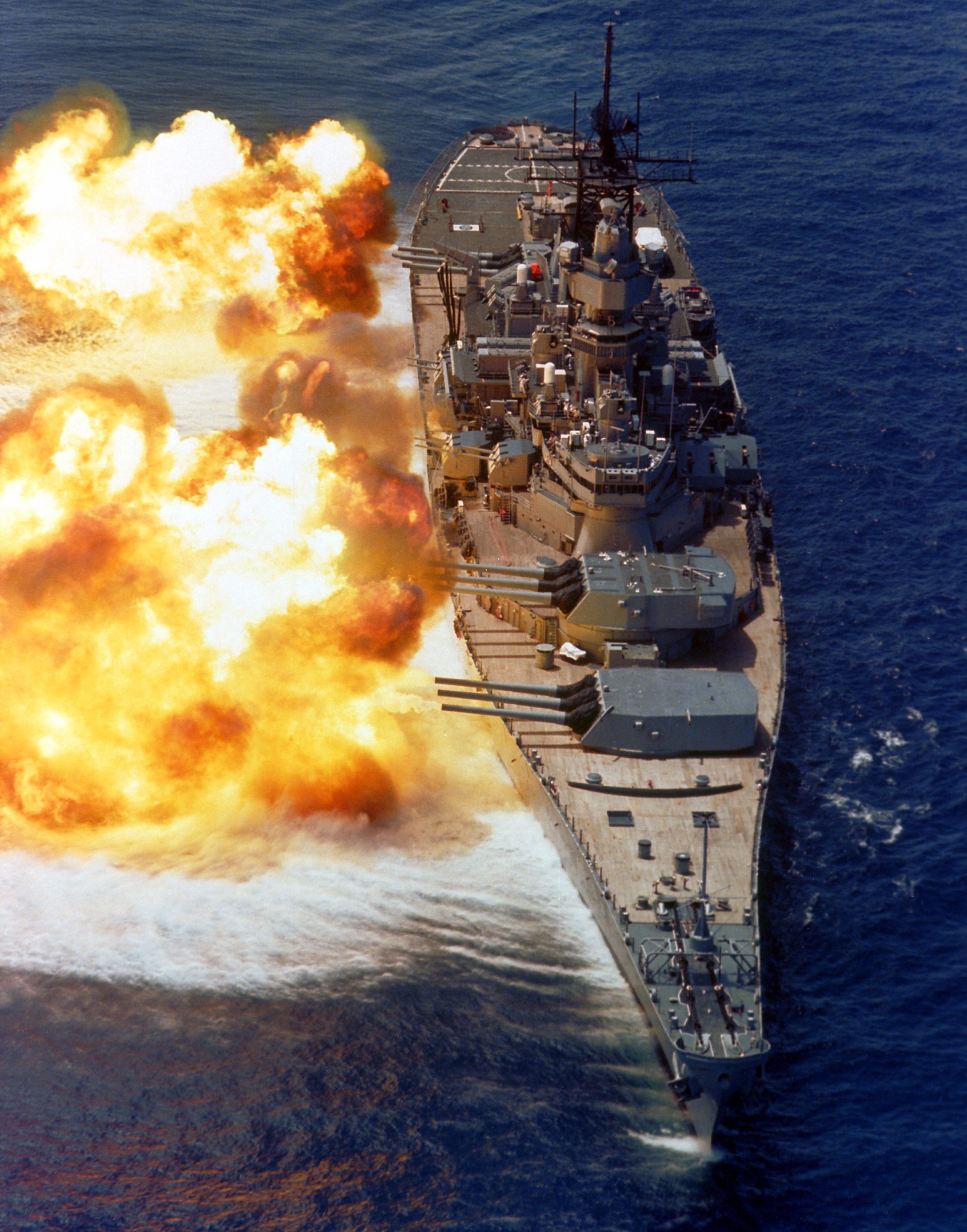
艾奧瓦號主炮舷側齊射

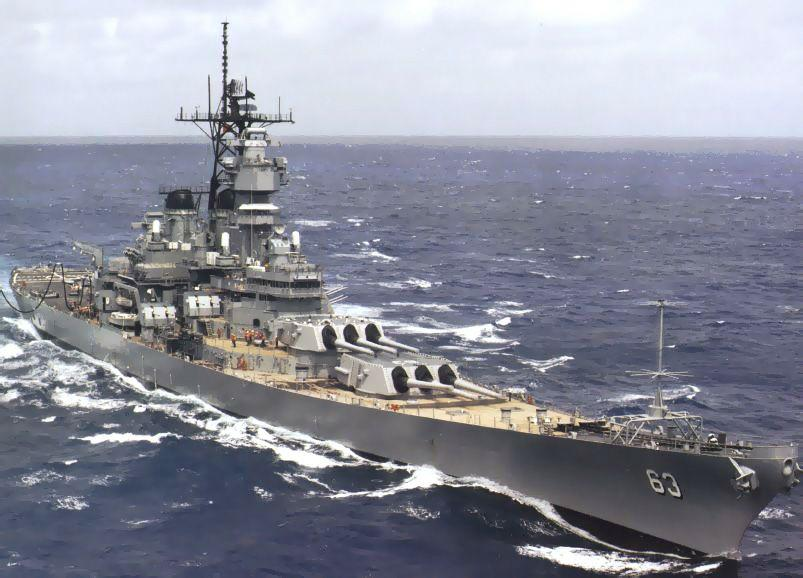
1980年代經現代化改造的密蘇里號

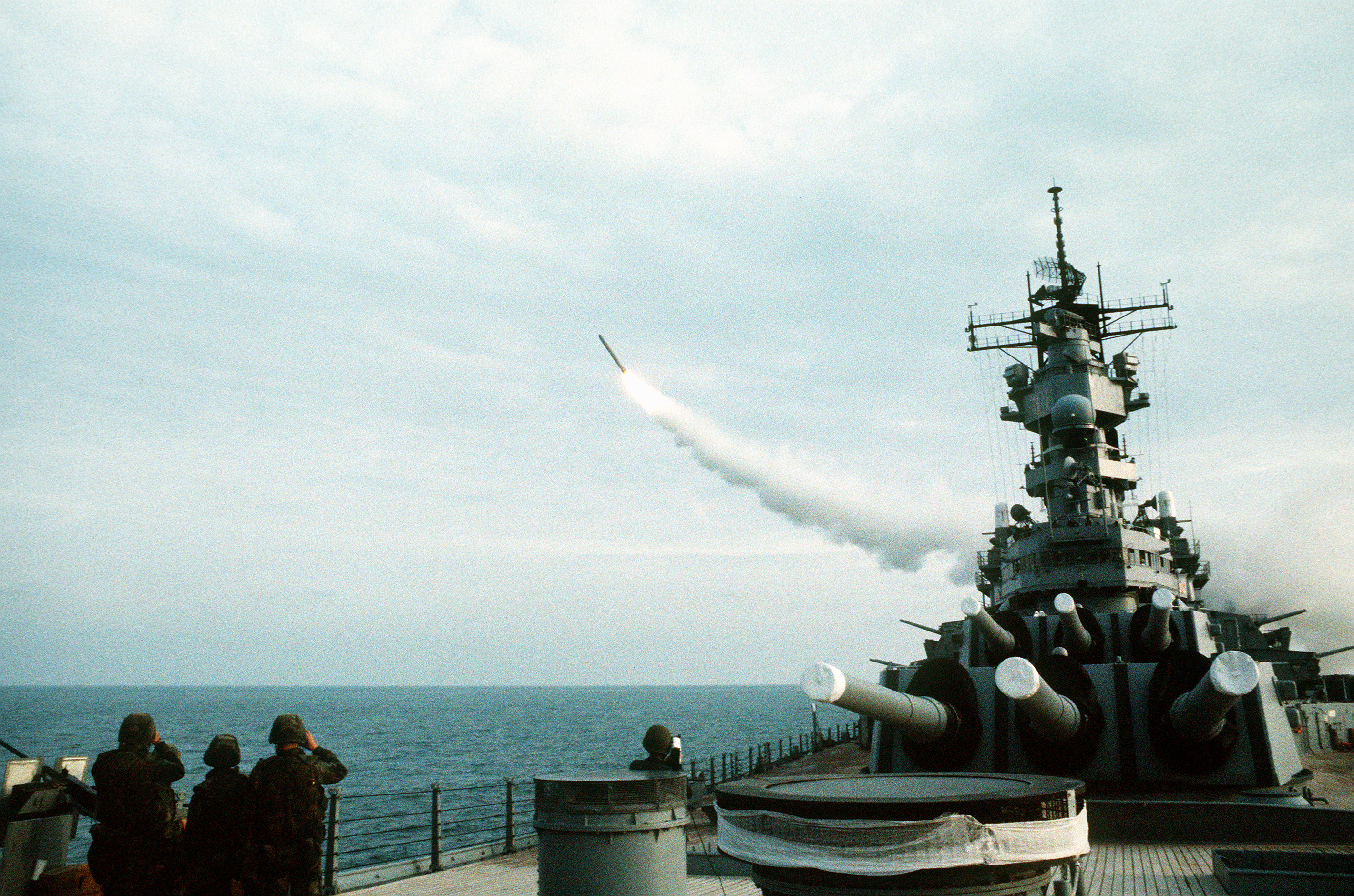
威斯康辛號上發射的「戰斧」

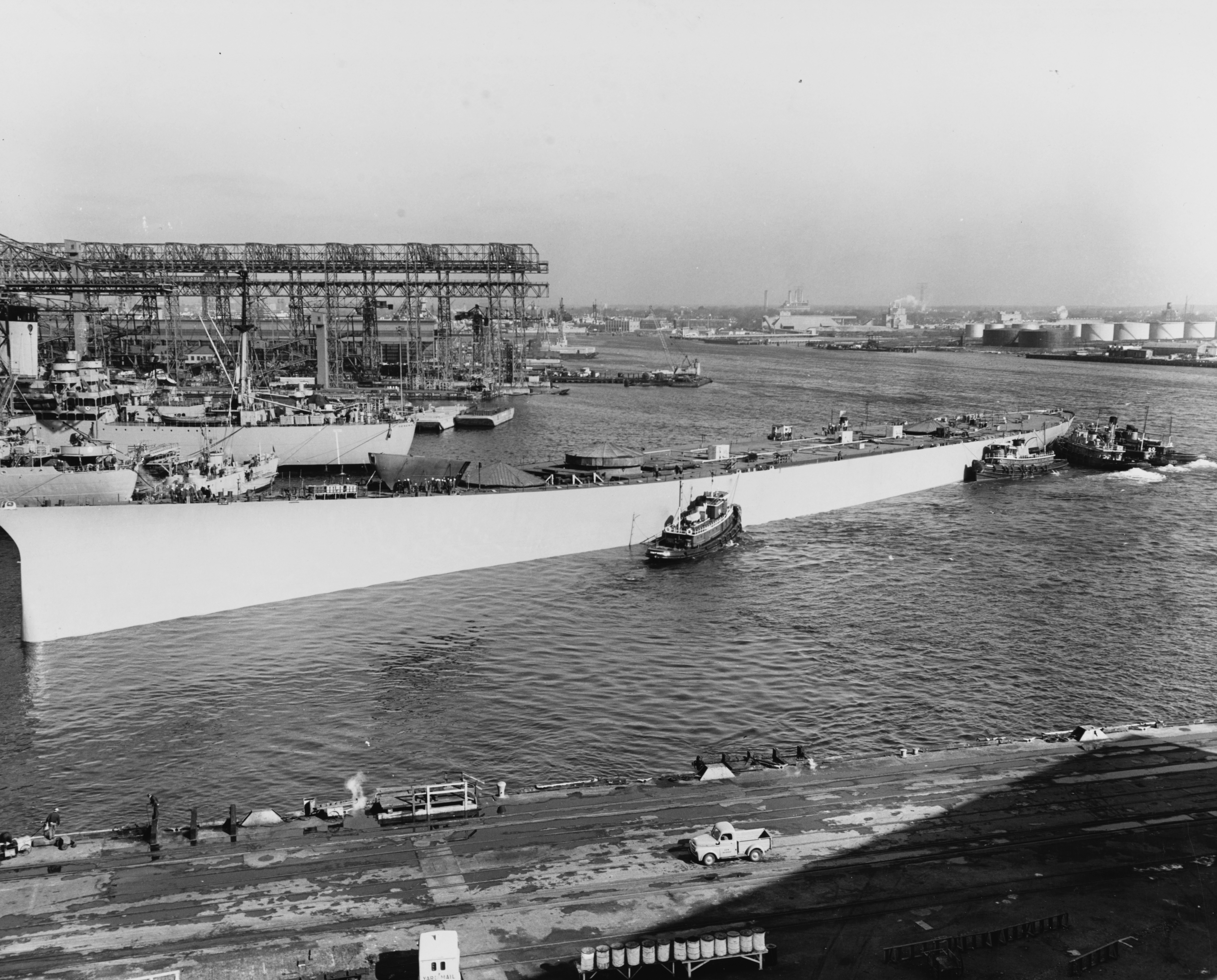
肯塔基號（圖中的船體）和伊利諾號並沒有建造完成，隨後兩艦均被拆除

## 同型艦

### 愛荷華號（BB-61）
首艦愛荷華號1939年7月1日下單，1940年6月27日開工，1942年8月27日下水并于次年2月22日服役。1943年2月24日，愛荷華號从切萨皮克湾出发，沿着大西洋海岸线进行试航。8月27日，由于有鐵必制號戰艦出现在挪威水域的报告，愛荷華號开往较为接近挪威的纽芬兰，以应对鐵必制號的威胁。10月25日返回诺服克维修。1944年移師太平洋并加入太平洋艦隊，期間參與馬紹爾戰役、馬里亞納群島戰役、雷伊泰灣海戰等戰役；1950年代參與過韓戰，戰後作為訓練艦使用，不久進入預備役；1980年代重新啟用，在1989年4月17日，愛荷華號發生炮塔爆炸事故，造成47名水兵喪生；1990年，愛荷華號接到退役通知；2006年3月17日從現役軍艦名單中除名，并轉移至薩斯灣的國防後備艦隊(NDRF)的封存艦隻中，並被宣布將會成為一座浮動博物館。2012年7月4日，愛荷華號戰艦於洛杉磯正式成為愛荷華號戰艦浮動博物館，並於7月7日正式對公眾開放。這座浮動博物館也是美國本土西海岸首座浮動博物館。

### 紐澤西號（BB-62）
2號艦紐澤西號於1940年9月16日開工，1942年12月7日下水，1943年5月23日服役。試航行動在西大西洋和加勒比海完成，并加入太平洋艦隊參與太平洋戰爭。在雷伊泰灣海戰中擔任第三艦隊總旗艦，炮擊過硫磺島、冲绳岛；1950年代的朝鮮戰爭中負責炮擊岸上目標，戰後也作為訓練艦使用，隨後進入預備役封存；1968年重啟并參加越南戰爭，戰後又進入預備役；1980年代響應「600艘軍艦」計劃再次啟用，直至1991年2月8日接到退役通知。最後紐澤西號從現役軍艦名單中除名并抵達新澤西州卡姆登，成為一座紐澤西號戰艦浮動博物館。另外由於紐澤西號參與了多場冷戰期間的區域衝突跟戰事，她是同型艦中得到最多獎章的一艘。

### 密蘇里號（BB-63）
3號艦密蘇里號於1940年6月12日下單，1941年1月6日動工，1944年1月29日下水，同年6月11日服役，在紐約對開海域和切萨皮克湾完成海試并加入太平洋艦隊。太平洋戰爭中參與過硫磺島戰役和冲绳战役，并炮擊過本州島和北海道；1945年9月，日本投降代表團在其上簽署了著名的降伏文書，宣告日本正式投降；二戰戰後作為訓練艦使用，直到朝鮮戰爭后1956年進入預備役封存；1984年重新服役，1991年的海灣戰爭中，向伊拉克的軍事目標發射了28枚「戰斧」和759枚16英吋炮彈；1992年退役，隨後轉移至夏威夷珍珠港，1998年成為浮動博物館，在珍珠港事件與遭日軍偷襲沉沒的亞歷桑納號戰艦紀念館相互輝映，共同見證了太平洋戰爭的開始與結束。本艦在1992年後也進行過數次大維護，最近一次在2009年10月。

### 威斯康辛號（BB-64）
4號艦威斯康辛號於1942年1月25日動工，1943年12月7日下水，次年4月16日服役，在切萨皮克湾完成海試并加入太平洋艦隊，主要為盟軍艦隊提供強大的火力支援，參與過進攻日本的多次戰役，炮擊過日本本土；朝鮮戰爭中負責炮擊岸上目標，1956年與艾登号驱逐舰相撞導致船首損毀，1958年進入預備役，保存於費城海軍船塢，直到1986年復出。在1991年的海灣戰爭中，共向伊拉克發射了24枚「戰斧」和319枚16英吋炮彈；1991年9月30日退役，移至國防後備艦隊直到2006年3月17日被除名。目前在維吉尼亞州诺福克的瑙蒂格斯海事博物館中。

### 伊利諾號（BB-65）
5號艦伊利諾號於1945年1月15日動工，同年8月11日終止建造，1958年被解體。
值得一提的是，原先「BB-65」的船身編號是指派給蒙大拿號，在二戰中由於造艦計劃更改，編號「BB-65」指派給愛荷華級戰艦5號艦。

### 肯塔基號（BB-66）
6號艦肯塔基號在1944年9月6日動工，1947年終止建造。船體在1950年下水，後因威斯康辛號發生與其他艦隻相撞事故，導致威斯康辛號艦首毀損，故將本艦之艦首以移植方式置換至威斯康辛號，其後不斷有部件被拆裝至其他軍艦上，至1958年賣給Boston Metals公司并被完全拆解。
同樣地，「BB-66」的船身編號原先也是指派給蒙大拿級戰艦2號艦俄亥俄號，因造艦計劃的更變編號指派給愛荷華級戰艦6號艦。

## 流行文化
- 《新世紀福音戰士》 ：1995年開播的日本動畫作品，在劇情中联合国海军的太平洋舰队有配備艾奧瓦級戰艦[43]。
- ：一部2012年時上映的美國科幻電影。在劇中原本作為水上博物館的艾奧瓦級戰艦被重新啟動，以艦上的火砲對歐胡島的外星人通訊營地進行岸轟，並與外星戰艦交火[44]。
- 《哥吉拉大戰金剛》：一部2021年時上映的美國科幻電影。在劇情中美國海军的舰队有配備艾奧瓦級戰艦[45]。